# Lapua
Lapua – em sueco Lappo - é uma pequena cidade finlandesa.
Tem cerca de 14 530 habitantes e é a sede da Comuna de Lapua, na Região de Ostrobótnia do Sul, situado no Sul da Finlândia.

## História
A cidade de Lapua é conhecida pelo seu envolvimento em dois acontecimentos históricos:
- Guerra Finlandesa[4][5]
- Movimento de Lapua

## Património
A cidade de Lapua dispõe de variadas atrações turísticas:
- Centro de esqui de Simpsiö[7]
- Piscina recreativa de Sateenkaari
- Praia de Saarenkangas
- Catedral de Lapua
- Museu Ränkimäki
- Parque de Jokilaakso
- Centro cultural Vanha Paukku
- Museu de Arte de Lapua
- Pesca nos rápidos do Rio Lapuanjoki
- Passeio de barco no navio Koivunlehti[8]

## Economia
Além de empresas familiares, Lapua tem filiais de grandes empresas internacionais.
No último decénio, tem havido um desenvolvimento apreciável nos dominios das indústrias metalúrgica e de produção de maquinaria para energias renováveis.

Algumas grandes empresas:
- Comuna de Lapua - a própria comuna emprega 852 pessoas
- Metso Power
- Nammo Lapua - fábrica de munições militares
- Kwaerner Power - fábrica de equipamentos energéticos[10]
- Lapuan nahka - fábrica de artigos de cabedal

## Personalidades ligadas a Lapua
- Jutta Urpilainen
- Anneli Jäätteenmäki

## Cidades geminadas
- Hagfors, Suécia
- Hohenlockstedt, Alemanha
- Lantana, EUA
- Rakvere, Estónia
- Kiskörös, Hungria
- County Louth, Irlanda